# RER A선

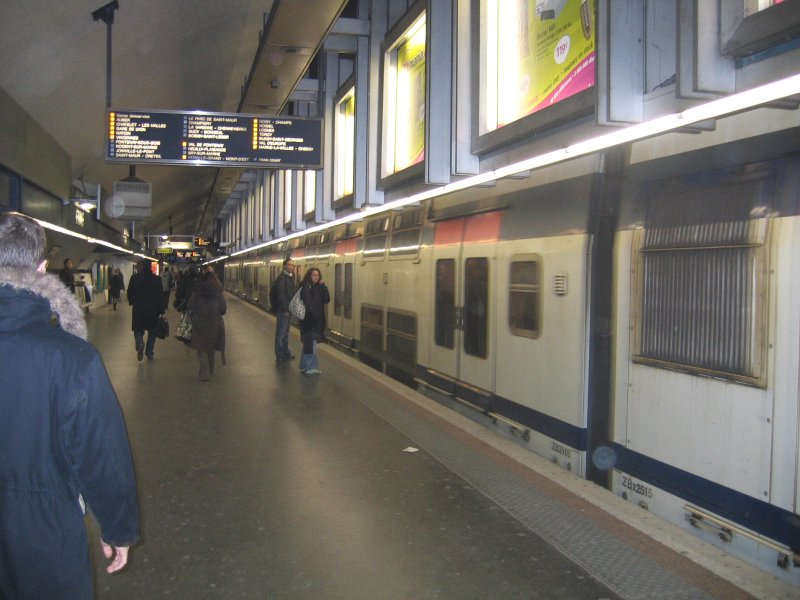
샤를 드 골-에투알 역의 MI 2N 열차. SIEL 정보 시스템이 표시된다.

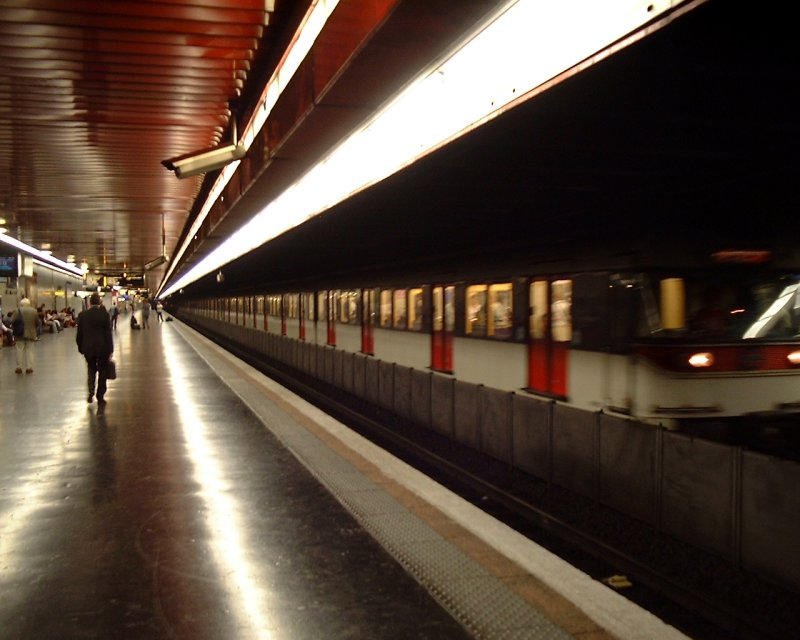
오베르 역의 MS 61 열차

RER A선(프랑스어: ligne A du RER d'Île-de-France, 약칭 RER A)는 프랑스 파리에서 운행하는 고속 교외 철도(RER) 시스템의 다섯 노선 중 하나이다.
노선은 서쪽의 생제르맹앙레 (A1), 세르지 (A3), 푸아시 (A5)에서부터 동쪽의 부아시생레제 (A2), 마른 라 발레-체시 (A4)까지 이어진다.
- 개통일자: 1969년 12월 12일
- 총연장: 108.5 km (67.4 mi)
- 정류장 수: 46
- 이용객수 (2007): 연간 300,000,000[1] (노선의 RATP 및 SNCF 구간을 모두 포함한 수치)

A선은 하루에 1,200,000명 이상의 승객이 있는 유럽에서 가장 혼잡한 노선 중 하나이다. 이 노선은 서쪽의 생제르맹앙레-낭테르 선과 동쪽의 뱅센–부아시생레제 선의 연결로 형성된다. 서쪽에는 푸아시와 세르지퐁투아즈의 신도시, 동쪽의 마른 라 발레 신도시에 두 개의 지선이 추가되었다. 두 지선의 최근 연장은 세르지 르 오 및 디즈니랜드 파리 행에 있었다.

## 대중적인 성공과 반응

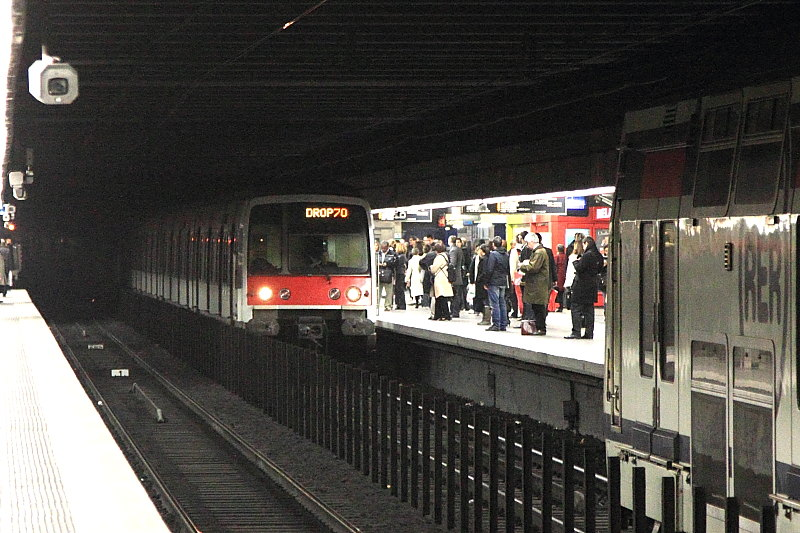
SACEM의 빠른 속도로 인해 승강장에서 완전히 빠져나가지 않은 동안 오베르 역에 도착하는 다른 열차.

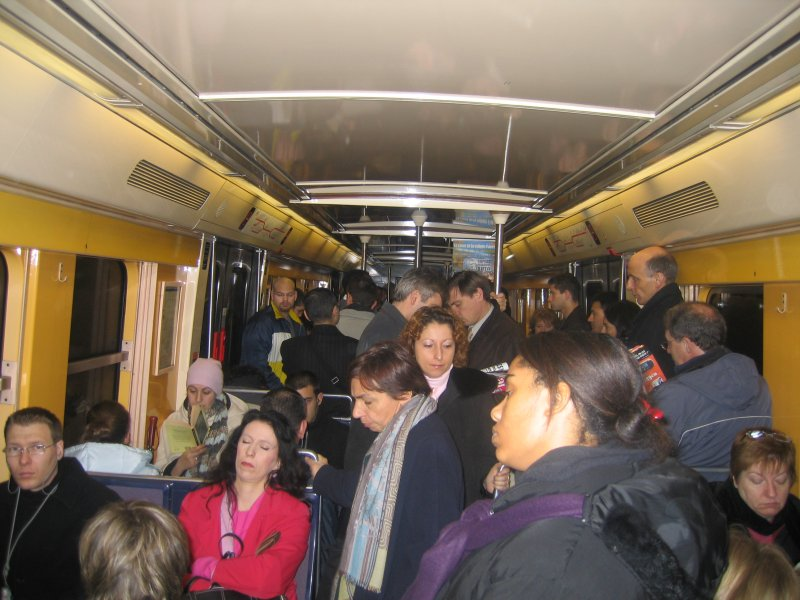
MI 84 열차 내부

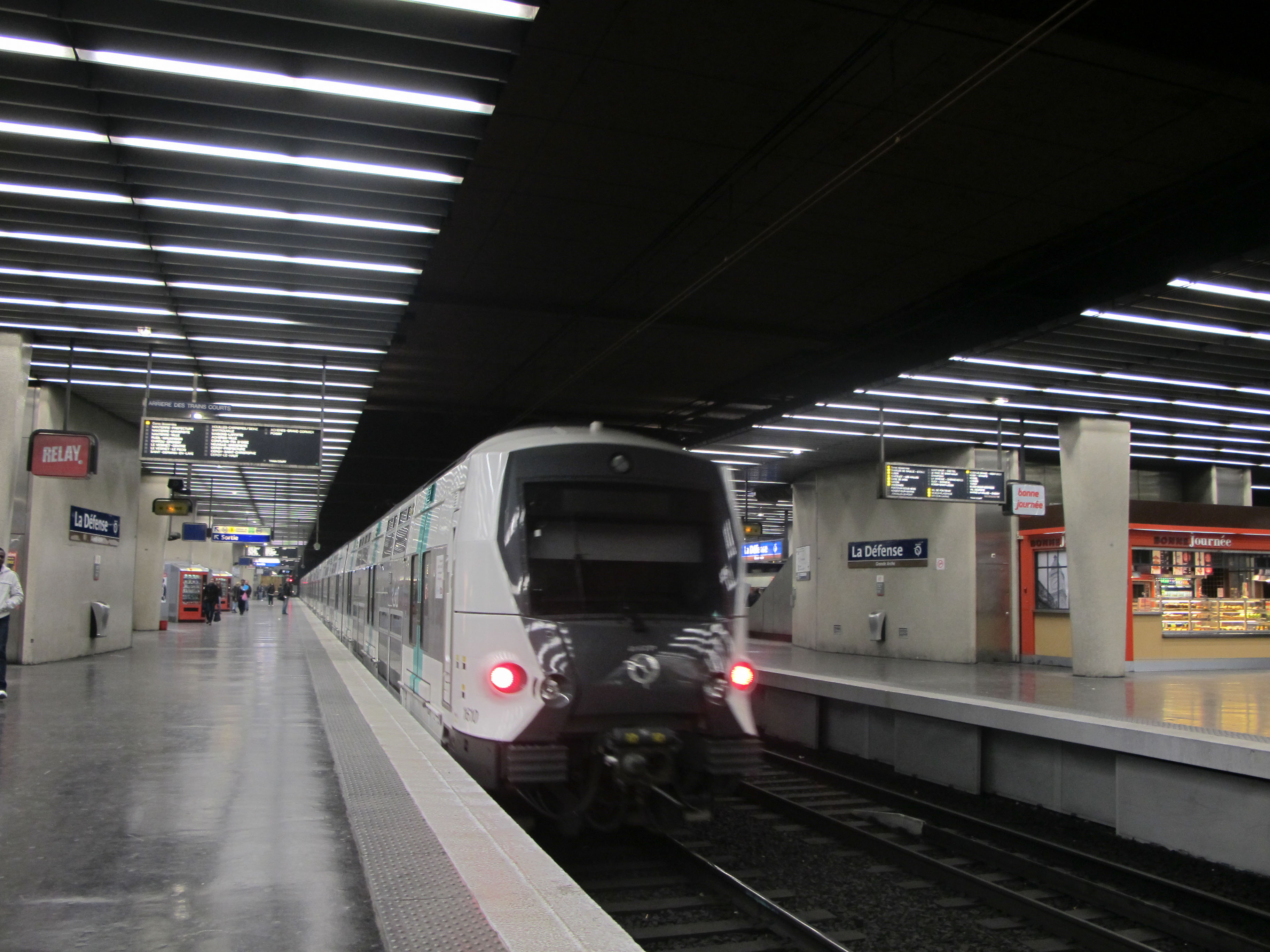
라데팡스 역의 MI 09 열차

운행 시간당 1백만 명 이상의 승객이 있는 A선은 파리에서 가장 번잡한 도시철도이다. 끊임없이 증가하는 교통량과 임박한 포화를 줄이기 위한 필요성은 RATP 및 SNCF의 계획 수립 이후 주요 계획 요소였다. 최소한 5가지 주요 자본 투자 결정을이 문제로 직접 추적 할 수 있다.:
- 1980년대 초 RATP는 독일의 대기업인 지멘스와 계약하여 기존의 블록 트래픽 관리로 인한 용량 제한을 제거하는 동적 트래픽 제어 시스템을 개발했다. SACEM(Système d'aide à la conduite, à l'exploitation et à la maintenance)은 여전히 가장 진보된 교통 제어 시스템 중 하나이며 출퇴근 시간에는 매우 짧은 배차간격(기차역에서는 90초 미만, 터널에서는 2분 미만)을 가능하게 힌다. 파리 사람들은 승강장을 그냥 지나가기 전에 하나의 역으로 들어오는 열차가 보이는 데 익숙해졌다.
- 같은시기에, RATP는 A선에서 과도한 사용으로 인한 MS61 재고의 조기 마모 및 훼손을 해결하기 위해 상당한 수의 MI79/MI84 열차를 주문했다.
- 1980년대 후반에 A선의 중앙 구역에서 혼잡을 해소해야 하는 필요성이 새로운 완전 자동화의 파리 메트로 14호선(METEOR라고도 함)의 경로를 선택하는 핵심 요소였다.
- 동일한 요구가 1990년대 초 RER E선의 경로 선택을 결정했으며, 해당 노선의 서쪽 또는 남서쪽 연장 계획의 한 요소이다.
- 1998년에 새로운 2층 열차 (MI 2N 계열)가 서비스를 시작했는데, 부분적으로는 RATP의 신제품으로 인해 더 이상의 인프라 개선(중앙부의 극도로 비싼 4개 궤도의 용량 부족)으로 인해 A선의 혼잡이 완화되지 않을 것으로 여겨졌다. 이것은 2011년에 MI 09 2층 열차로 이어졌으며, 고령화된 MI 84와 MS 61 차량을 대체하기 위한 것이다.[3]

## 연혁
- 1969년 12월 14일: RATP는 SNCF에서 "뱅센 선(ligne de Vincennes)"을 구입하여 바스티유([Bastille)와 동쪽의 부아시생레제(Boissy-Saint-Léger)를 연결하였다. 바스티유를 종점으로 대체한 뱅센(Vincennes)과 나시옹(Nation) 사이의 새로운 2.5km 터널이 세워졌다. 길이 : 17.5 km.
- 1970년 2월 21일: RATP는 SNCF에서 생라자르(Gare Saint-Lazare)와 생제르맹앙레(Saint-Germain-en-Laye)를 서쪽으로 연결하는 "생제르맹 선(ligne de St-Germain)"을 구입한다. 라데팡스([La Défense)와 에투알 광장(Place de l'Étoile) 사이의 새로운 터널은 생라자르를 종착지로 대체한다. 셔틀 ("navette") 서비스는 라데팡스 – 에투알에서 4km 떨어져 있었다.
- 1971년 11월 23일: 에투알 – 오베르(Auber) 간의 2km 터널이 개통했다. 라데팡스 – 오베르 간을 운행하기 위해 셔틀 서비스가 연장되었다.
- 1972년 10월 1일: 라데팡스 – 낭테르 유니베르시테 간의 2km 터널이 개통했다. 셔틀 서비스는 생제르맹앙레 – 오베르 간을 운영하기 위해 "생제르맹 선(ligne de St-Germain)"(라데팡스 – 생제르맹앙레, 13 km)으로 확장되었다.
- 1973년 10월: 라데팡스와 낭테르 유니베르시테 사이에 새 지하역인 낭테르 프레펙튀르 역이 개장했다.
- 1977년 12월 9일: 선로가 6km 터널과 연결되어, 생제르맹 – 부아시생레제 간의 42.5 km 노선인 RER A선이 탄생했다. 그리고 두 개의 새 역 (샤틀레 레 알과 파리 리옹 역이 개장했다. 동쪽으로 뱅센에서 누아시르그랑까지 연결하는 8.5 km의 새로운 "마른 라 발레 지선(ligne nouvelle de Marne-la-Vallée)"이 개통했다.
- 1980년 12월 19일: "마른 라 발레 지선(ligne nouvelle de Marne-la-Vallée)"의 누아지르그랑 ~ 토르시 구간 9km 연장 노선이 개통했다.
- 1988년 5월 29일: 새로운 서비스인 "Interconnexion Ouest"가, 세르지 생 크리스토프 – 마른 라 발레(토르시)간 (47km)에서 시행. 낭테르 프레펙튀르 역에서 세르지 생 크리스토프까지 서쪽으로 (15.5km) 서쪽으로 지선 개통.
- 1990년 5월: 서쪽으로 메종-라피트와 푸아시 간 지선이 개통되었다. (8.5 km)
- 1992년 4월 1일: 마른 라 발레 선이 토르시에서 마른 라 발레-체시 역 (11 km)까지 연장되어 파리의 도심에서 디즈니랜드 파리까지 연결된다.
- 1994년 8월 29일: 세르지 생 크리스토프 – 세르지 르 오 구간이 확장되었다. 길이는 2.5 km로, 뇌빌 유니베르시테, 콩플랑 팽 두아즈 와 세르지 프레펙튀르 사이에 새 역이 개장되었다.
- 2001년 6월 10일: 부시생조르주	와 마른 라 발레-체시 사이의 새로운 역 발 듀로프(Val-d'Europe) 개업.

## RER A 역 목록

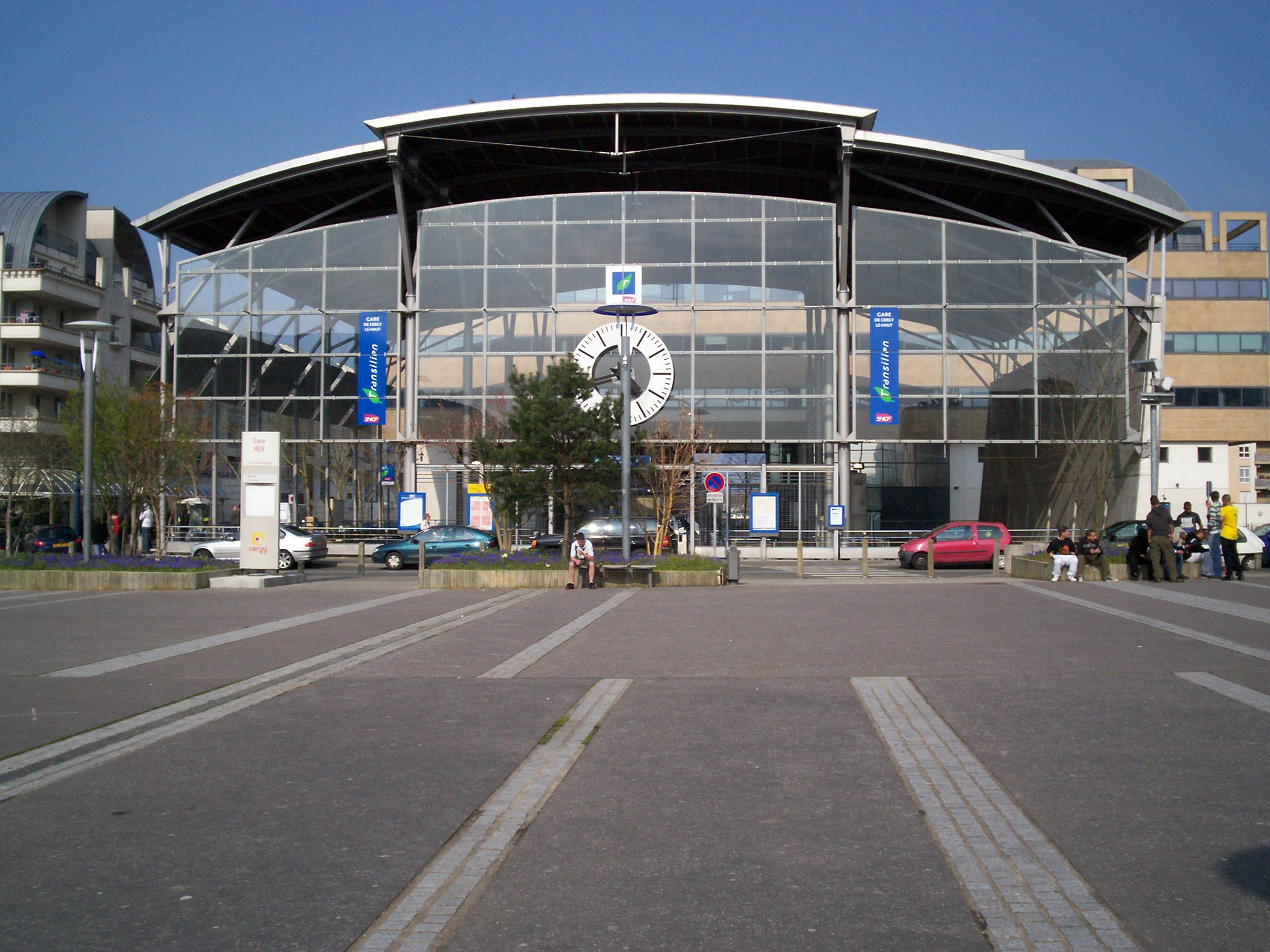
세르지 르 오 역

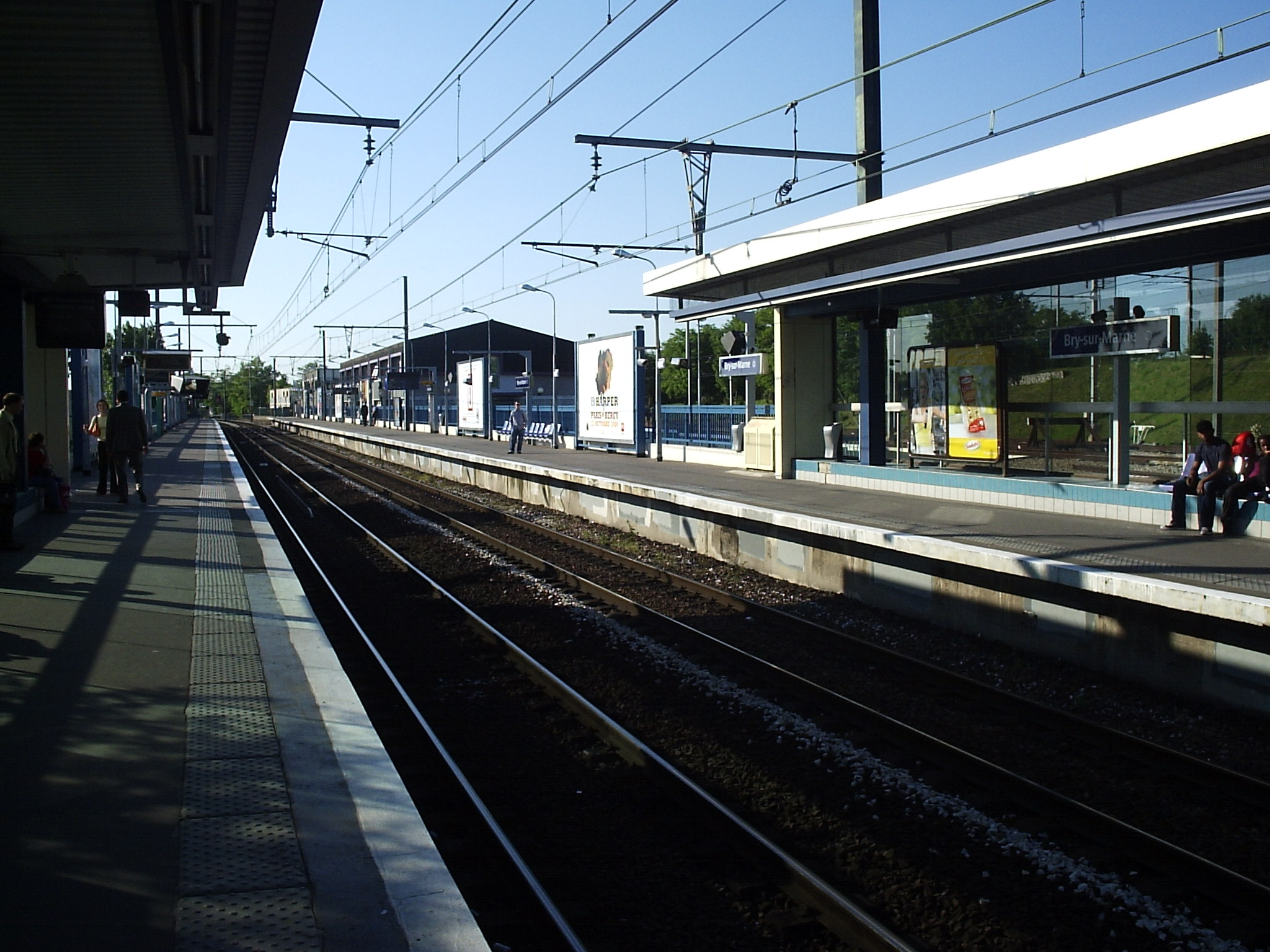
브리쉬르마른 역 승강장

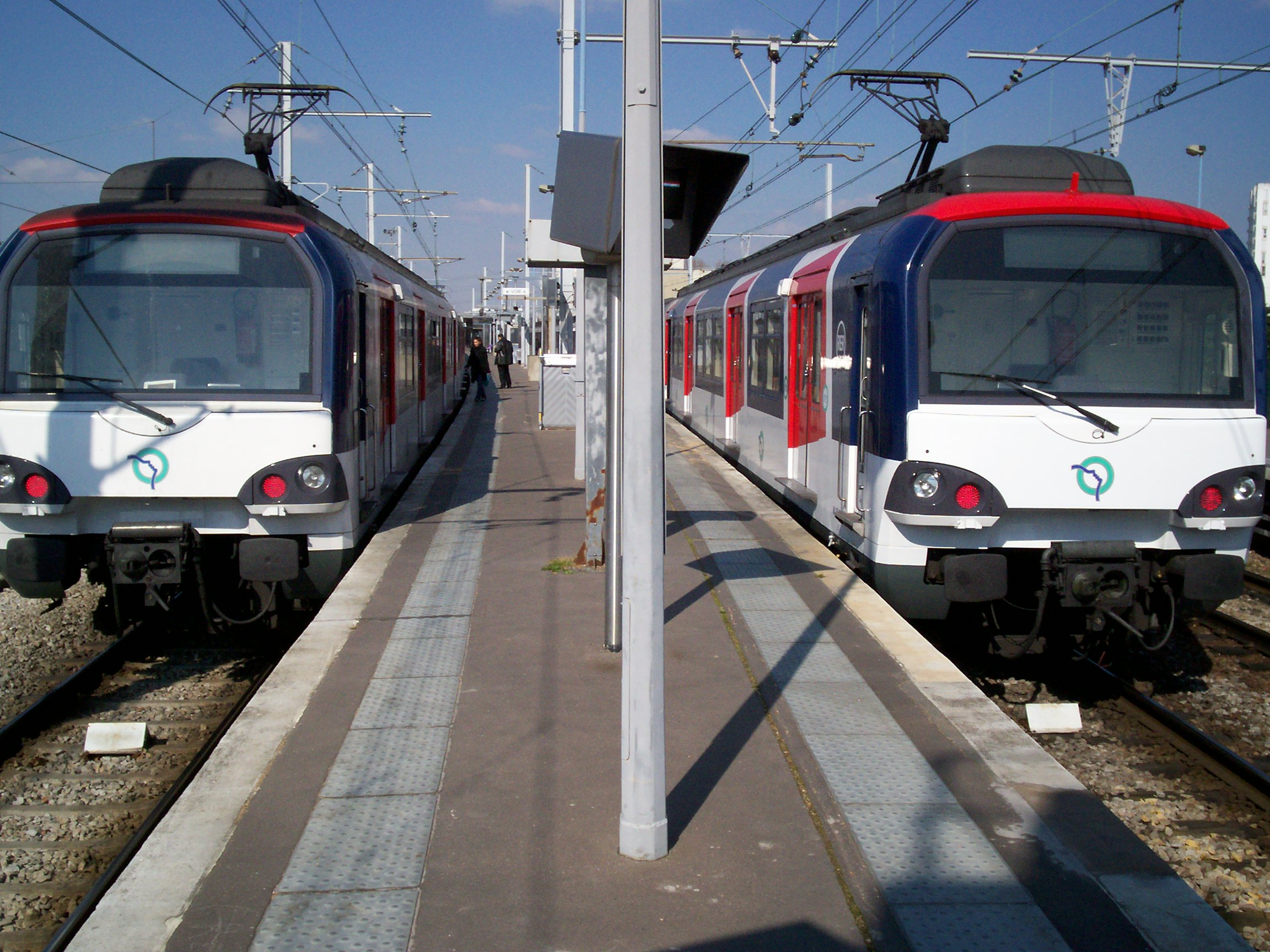
부아시생레제 역의 열차

|    |   |   |   |    | 역명(한국어)                      | 역명(불어)                                | Zone | 소재지                     | 연결 노선 |
| -- | - | - | - | -- | --------------------------------- | ----------------------------------------- | ---- | -------------------------- | --- |
|    |   |   | ■ | A3 | 세르지 르 오                      | Cergy-le-Haut                             | 5    | 세르지, 쿠르디망슈         | 트랑지리앵 · 트랑지리앵 |
|    |   |   | • |    | 세르지 생 크리스토프              | Cergy-Saint-Christophe                    | 5    | 세르지                     | 트랑지리앵 · 트랑지리앵 |
|    |   |   | • |    | 세르지 프레펙튀르                 | Cergy-Préfecture                          | 5    | 세르지                     | 트랑지리앵 · 트랑지리앵 |
|    |   |   | • |    | 뇌빌 유니베르시테                 | Neuville-Université                       | 5    | 뇌빌쉬르우아즈, 에라니     | 트랑지리앵 · 트랑지리앵 |
|    |   |   | • |    | 콩플랑 팽 두아즈                  | Conflans-Fin-d'Oise                       | 5    | 콩플랑생토노린             | 트랑지리앵 · 트랑지리앵 · 트랑지리앵 |
|    |   |   | • |    | 아쉐르 빌                         | Achères-Ville                             | 5    | 아쉐르                     | 트랑지리앵 · 트랑지리앵 |
| A5 | ■ |   |   |    | 푸아시                            | Poissy                                    | 5    | 푸아시                     | 트랑지리앵 · 트랑지리앵 |
|    | • |   |   |    | 아쉐르-그랑 코르미에              | Achères - Grand-Cormier                   | 5    | 생제르맹앙레               | |
|    |   |   | • |    | 메종-라피트                       | Maisons-Laffitte                          | 4    | 메종라피트                 | 트랑지리앵 · 트랑지리앵 |
|    |   |   | • |    | 사르트루빌                        | Sartrouville                              | 4    | 사르트루빌                 | 트랑지리앵 · 트랑지리앵 |
|    |   |   | • |    | 우일-카리에르쉬르센               | Houilles - Carrières-sur-Seine            | 4    | 우일, 카리에르쉬르센       | 트랑지리앵 · 트랑지리앵 · 트랑지리앵 |
| A1 | ■ |   |   |    | 생제르맹앙레                      | Saint-Germain-en-Laye                     | 4    | 생제르맹앙레               | |
|    | • |   |   |    | 르 베지네-르펙                    | Le Vésinet - Le Pecq                      | 4    | 르베지네, 르펙             | |
|    | • |   |   |    | 르베지네 상트르                   | Le Vésinet-Centre                         | 4    | 르베지네                   | |
|    | • |   |   |    | 샤투-크루아지                     | Chatou - Croissy                          | 4    | 샤투, 크루아지쉬르센       | |
|    | • |   |   |    | 뤼에유 말메종                     | Rueil-Malmaison                           | 3    | 뤼에유말메종               | |
|    | • |   |   |    | 낭테르 빌                         | Nanterre-Ville                            | 3    | 낭테르                     | |
|    | • |   |   |    | 낭테르 유니베르시테               | Nanterre-Université                       | 3    | 낭테르                     | 트랑지리앵 · 트랑지리앵 |
|    |   | • |   |    | 낭테르 프레펙튀르                 | Nanterre-Préfecture                       | 3    | 낭테르                     | |
|    |   | • |   |    | 라데팡스 그랑드 아르슈            | La Défense Grande Arche                   | 3    | 퓌토, 쿠르브부아           | · 트랑지리앵 |
|    |   | • |   |    | 샤를 드 골-에투알                 | Charles-de-Gaulle - Étoile                | 1    | 파리 8구/16구/17구         | 파리 메트로 · 파리 메트로 Line 1호선 · 파리 메트로 Line 2호선 · 파리 메트로 Line 6호선                                                                                  |
|    |   | • |   |    | 오베르                            | Auber                                     | 1    | 파리 9구                   | 파리 메트로 · 파리 메트로 Line 3호선 · 파리 메트로 Line 7호선 · 파리 메트로 Line 8호선 · 파리 메트로 Line 9호선 · RER 선 · RER E선                                      |
|    |   | • |   |    | 샤틀레 레 알                      | Châtelet - Les Halles                     | 1    | 파리 1구                   | 파리 메트로 · 파리 메트로 Line 1호선 · 파리 메트로 Line 4호선 · 파리 메트로 Line 7호선 · 파리 메트로 Line 11호선 · 파리 메트로 Line 14호선 · RER 선 · RER B선 · RER D선 |
|    |   | • |   |    | 파리 리옹 역                      | Gare de Lyon                              | 1    | 파리 12구                  | TER 부르고뉴 TGV 장거리 노선 |
|    |   | • |   |    | 나시옹                            | Nation                                    | 1    | 파리 11구/12구             | 파리 메트로 · 파리 메트로 Line 1호선 · 파리 메트로 Line 2호선 · 파리 메트로 Line 6호선 · 파리 메트로 Line 9호선                                                         |
|    |   | • |   |    | 뱅센                              | Vincennes                                 | 2    | 뱅센                       | |
|    | • |   |   |    | 퐁트네수부아 역                   | Fontenay-sous-Bois                        | 3    | 퐁트네수부아               | |
|    | • |   |   |    | 노정쉬르마로                      | Nogent-sur-Marne                          | 3    | 노정쉬르마로               | |
|    | • |   |   |    | 조안빌르퐁                        | Joinville-le-Pont                         | 3    | 조안빌르퐁                 | |
|    | • |   |   |    | 생 몰-크레테유                    | Saint-Maur - Créteil                      | 3    | 생모르데포세               | Tvm |
|    | • |   |   |    | 르 파크 드 생 몰                  | Le Parc de Saint-Maur                     | 3    | 생모르데포세               | |
|    | • |   |   |    | 샹피니 생몰                       | Champigny Saint-Maur                      | 3    | 생모르데포세               | |
|    | • |   |   |    | 라 바렌-쉔비에                    | La Varenne - Chennevières                 | 3    | 생모르데포세               | |
|    | • |   |   |    | 쉬시-보뇌이                       | Sucy - Bonneuil                           | 4    | 쉬시앙브리                 | 393 |
| A2 | ■ |   |   |    | 부아시생레제                      | Boissy-Saint-Léger                        | 4    | 부아시생레제               | |
|    |   |   | • |    | 발 드 퐁트네                      | Val de Fontenay                           | 3    | 퐁트네수이부아             | RER 선 · RER E선 |
|    |   |   | • |    | 뇌이플레장스                      | Neuilly-Plaisance                         | 3    | 뇌이플레장스               | |
|    |   |   | • |    | 브리쉬르마른                      | Bry-sur-Marne                             | 4    | 브리쉬르마른, 누아지르그랑 | |
|    |   |   | • |    | 누아지르그랑-몽데스트             | Noisy-le-Grand - Mont d'Est               | 4    | 누아지르그랑               | |
|    |   |   | • |    | 누아지-샹 샹피-네슬르             | Noisy - Champs Champy - Nesles            | 4    | 누아지르그랑, 샹쉬르마른   | |
|    |   |   | • |    | 누아지엘 르루자르                 | Noisiel Le Luzard                         | 5    | 누아지엘                   | |
|    |   |   | • |    | 로뉴 르망디네                     | Lognes Le Mandinet                        | 5    | 로뉴                       | |
|    |   |   | • |    | 토르시                            | Torcy                                     | 5    | 토르시                     | |
|    |   |   | • |    | 부시생조르주                      | Bussy-Saint-Georges                       | 5    | 부시생조르주               | |
|    |   |   | • |    | 세리-몽테블랑 발 듀로프           | Serris - Montévrain Val d'Europe          | 5    | 세리, 몽테블랑             | |
|    |   |   | ■ | A4 | 마른 라 발레-체시 디즈니랜드 파크 | Marne-la-Vallée - Chessy Parcs Disneyland | 5    | 체시                       | TGV 유로스타 |

(굵은 글씨의 역은 특정 통행의 시종착역으로 사용된다.)

## 운행

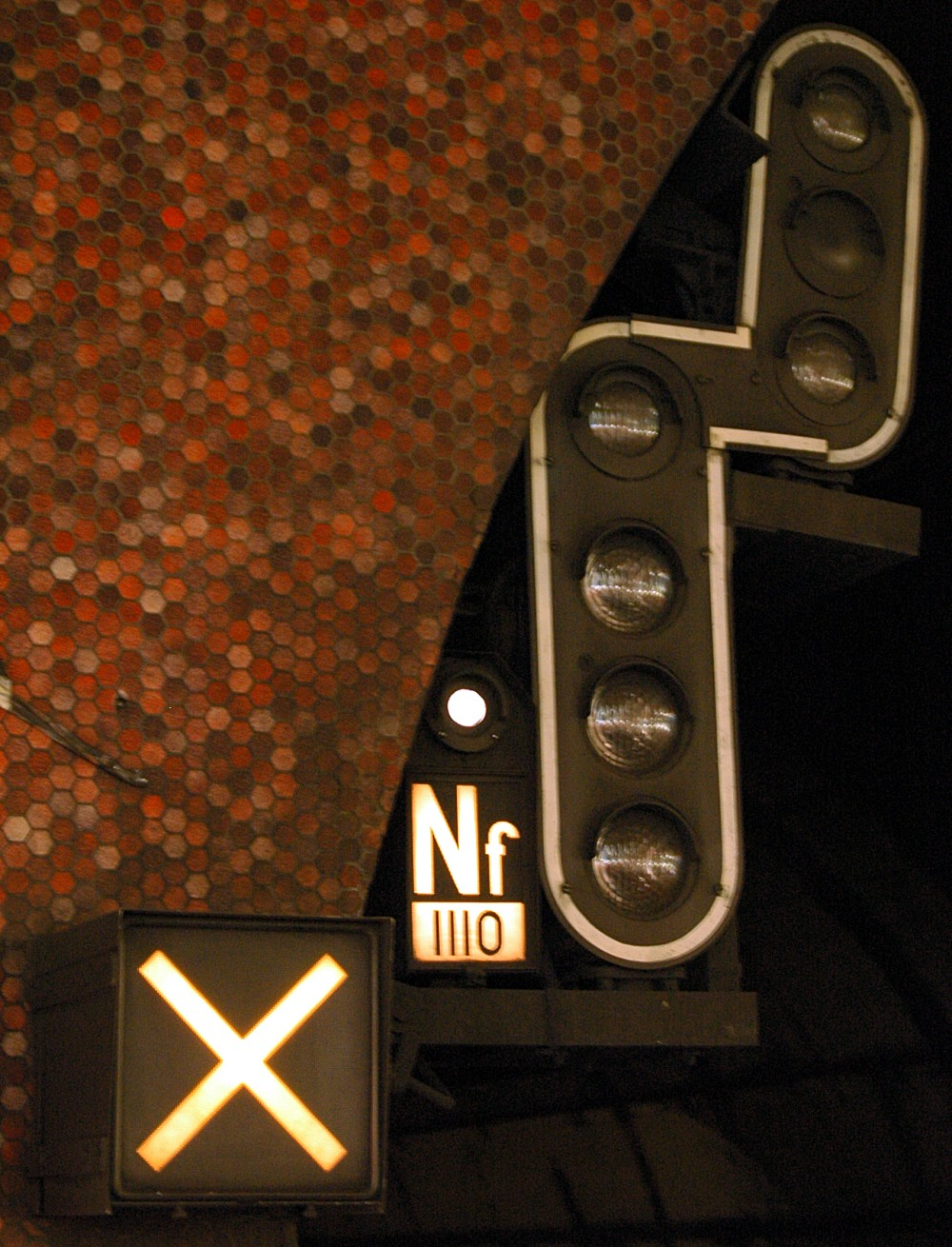
SACEM (X)에게서 인수받은 선로 신호

### 지선
A선은 크게 두가지 서비스 그룹을 제공한다.:
- 생제르맹(St Germain) 지선 - 일반 간선 - 부아시(Boissy) 지선
- Cergy 또는 푸아시(Poissy) 지선 - 일반 간선 - 마른 라 발레(Marne la Vallée) 지선

출퇴근 이외 시간에는 푸아시 ~ 누아지 서비스를 20분 간격으로 운행하고, 라데팡스 ~ 누아지 서비스를 20분 간격으로 운행, 생제르맹~부아시 및 세르지~체시 서비스를 10분 간격으로 운행한다.
출퇴근 시간의 경우 (출근 시간에는 동->서, 퇴근 시간에는 서->동) 공용 간선에서 평균 2분마다 열차 1대 (시간당 30대 열차) 운행되며, 다른 방향으로는 2분 30초 간격으로 운행된다. (시간당 24대 열차) 마른 라 발레 지선은 가장 집중적인 서비스를 제공한다.

### 명칭과 서비스
RER 열차는 목적지 역명이 아닌 "nom de mission(서비스명)"으로 표시한다. 이들은 개별 서비스("실행")를 지정(그리고 구분)하기 위해 따로 지어낸 명칭이며 ZARA59 또는 'DJIB72'와 같이 두 자리 숫자가 붙는다.
첫번째 글자는 목적지 (gare d'arrivée)에 해당한다.:
| 글자 | 행선지                                             | 서비스 이름의 예       |
| ---- | -------------------------------------------------- | ---------------------- |
| B    | 라데팡스(La Défense)                               | BYLL, BORA, BTON       |
| D    | 누아지르그랑-몽데스트(Noisy-le-Grand - Mont d'Est) | DYNO, DJIN, DOMI       |
| N    | 부아시생레제(Boissy-Saint-Léger)                   | NELY, NAGA             |
| O    | 토르시(Torcy)                                      | OKEY, ORKA, OFRE       |
| Q    | 마른 라 발레-체시(Marne-la-Vallée - Chessy)        | QUDO, QIKY, QBIK, QAHA |
| R    | 라 바렌-쉔비에(La Varenne - Chennevières)          | RHIN, RUDI             |
| T    | 푸아시(Poissy)                                     | TERI, TJAC, TIKY       |
| U    | 세르지 르 오(Cergy-le-Haut)                        | UPAL, UDON, UXOL       |
| W    | (비어 있음)                                        | WQWZ                   |
| X    | 르 베지네-르펙(Le Vésinet - Le Pecq)               | XUTI, XOUD             |
| Y    | 뤼에유 말메종(Rueil-Malmaison)                     | YCAR, YVAN             |
| Z    | 생제르맹앙레(Saint-Germain-en-Laye)                | ZARA, ZEUS, ZINC       |

두번째 글자는 출발지에 해당한다. 글자는 목적지에 따라 다른 의미를 가질수 있다. 예를 들어 두번째 글자 "E"는 다음을 나타낸다.:
- 첫 글자 "N" 또는 "Z" : 생제르맹앙레 - 부아시생레제 행의 모든 역 (NELY 또는 ZEUS);
- 첫 글자 "Q" : 푸아시 ~ 마른 라 발레-체시 간 행의, 뇌이플레장스 역(Neuilly-Plaisance) 브리쉬르마른 역(Bry-sur-Marne)을 제외한 모든 역 (QENO).

세번째와 네번째 글자는 발음 가능한 명칭을 형성하는데 사용되며 서비스 번호(동쪽 01-99 번지, 서쪽 02-98 번지)가 최대값에 도달하면 변경된다. 예를 들어, 부아시생레제 행의 연속 열차는 NEGE96, NEGE98, NELY02, NELY04 등으로 불린다. 같은 날에 동일한 번호의 "NEGE"서비스가 2개일 수 없기 때문에 각 서비스는 고유하게 식별할 수 있다.
앞의 동일한 두 글자가 있는 서비스는 같은 역을 제공한다. ZEBU, ZEUS 및 ZEMA (생제르맹앙레 행), NEGE, NELY 및 NEMO (부아시생레제 행)등이 있다. 문자 ZZ는 일반적으로 확립된 서비스 패턴이 지정되지 않은 이유로 변경되었음을 나타낸다. 일반적으로 작업을 방해하는 기술적인 문제이다.

### 출근 시간대
매 10분마다:
- 부아시(Boissy) – 르베지네-르펙(Le Vésinet-Le Pecq) : 낭테르 빌 역을 제외한 모든 역.
- 라 바렌(La Varenne) – 생제르맹(St-Germain) : 샤투-크루아지, 르베지네 상트르 역을 제외한 모든 역.
- 마른 라 발레(Marne-la-Vallée) – 체시(Chessy) – 세르지 르 오(Cergy-le-Haut) : 로뉴, 누아지엘, 브리쉬르마른, 우일, 메종-라피트 역을 제외한 모든 역.
- 마른 라 발레(Marne-la-Vallée) – 체시(Chessy) – 푸아시(Poissy) : 발 듀로프, 부시생조르주, 로뉴, 누아지-샹, 사르트루빌 역을 제외한 모든 역.
- 토르시(Torcy) – Rueil-Malmaison : 브리, 뇌이플레장스, 낭테르 프레펙튀르 역을 제외한 모든 역.
- 세르지(Cergy) – 토르시(Torcy) : 메종-라피트, 우일, 누아지엘, 로뉴 역을 제외한 모든 역.
- 푸아시(Poissy) – 체시(Chessy) : 뇌이플레장스, 브리 역을 제외한 모든 역.
- 생제르맹(St-Germain) – 부아시(Boissy) : 르베지네 상트르, 샤투-크루아지 역을 제외한 모든 역.
- 르베지네-르펙(Le Vésinet-Le Pecq) – 라 바렌(La Varenne) : 낭테르 프레펙튀르, 뱅센, 퐁트네 역을 제외한 모든 역.

### 퇴근 시간대
매 10분마다:
- 세르지(Cergy) – 누아지르그랑(Noisy-le-Grand) : 메종-라피트, 우일 역을 제외한 모든 역.
- 푸아시(Poissy) – 체시(Chessy) : 사르트루빌, 브리, 누아지엘, 로뉴 역을 제외한 모든 역.
- 생제르맹(St-Germain) – 부아시(Boissy) : 낭테르 빌, 낭테르 프레펙튀르 역을 제외한 모든 역.
- 르베지네-르펙(Le Vésinet-Le Pecq) – 라 발레(La Varenne) : 르베지네 상트르, 샤투-크루아지 역을 제외한 모든 역.
- 라 데팡스(La Défense) – 토르시(Torcy) : 뇌이플레장스, 브리 역을 제외한 모든 역.
- 체시(Chessy) – 푸아시(Poissy) : 브리, 뇌이플레장스 역을 제외한 모든 역.
- 부아시(Boissy) – 르베지네-르펙(Le Vésinet-Le Pecq) : 모든 역.
- 누아지(Noisy) – 세르지 르 오(Cergy-le-Haut) : 우일, 메종-라피트 역을 제외한 모든 역.
- 라 바렌(La Varenne) – 생제르맹(St-Germain) : 퐁트네, 뱅센, 낭테르 프레펙튀르, 샤투-크루아지, 르베지네 상트르 역을 제외한 모든 역.

### 비혼잡 시간대
10분마다 양방향으로:
- 생제르맹앙레(St-Germain-en-Laye) – 부아시생레제(Boissy-St-Léger).
- 세르지 르 오(Cergy-le-Haut) – 마른 라 발레-체시(Marne la Vallée-Chessy).

20분마다 양방향으로:
- 푸아시(Poissy) – 누아지르그랑-몽데스트(Noisy-le-Grand - Mont d'Est).
- 라데팡스(La Défense) – 누아지르그랑-몽데스트(Noisy-le-Grand - Mont d'Est).

비혼잡 시간대에서는 라데팡스(La Défense)와 뱅센(Vincennes) 사이에서 3분 20초 간격으로 열차가 운행된다.

## 같이 보기
- 고속 교외 철도